# 프렌즈
《프렌즈》(영어: Friends)는 미국 NBC에서 방송된 시트콤이다. 미국 뉴욕시 맨해튼의 그리니치 빌리지에 사는 2-30대 남녀 세 쌍(남자 셋& 여자 셋)의 생활을 그린 시트콤이다. 데이비드 크레인, 마타 코프먼이 제작하였으며, 미국에서는 1994년 9월 22일 방송이 시작되어 2004년 5월 6일 시즌 10을 마지막으로 종영되었다.
미국 현지에서 방영 기간 내내 최고의 인기를 끌었으며, 전 세계적으로 가장 큰 성공을 거둔 시트콤이다. 프렌즈는 시즌 내내 각 주인공들의 헤어스타일, 패션, 각 에피소드의 소품 등 모든 것이 화제를 모았고 특히 레이첼의 헤어 스타일은 미국 여성들에게 최고의 인기를 끌었다. 사실 프렌즈는 시즌7이 마지막이었으나 후속작으로 내세울 만한 작품이 없던 NBC가 시즌10까지 연장키로 하고 주인공들의 출연료를 각 100만달러씩 지급했다. 이는 이 시트콤의 대단한 인기를 증명하는 사건이었다. 에미상 “최고의 코미디 시리즈” 부문을 포함하여 다양한 상을 받았다.
특히 마지막방송 때는 미 전역에서 야외 전광판으로도 방송이 돼 최고의 시트콤이라는 명성에 걸맞은 마무리를 보여줬다.
대한민국에는 케이블 채널인 온스타일에서 2006년 2월부터 방영하고 있으며, 그 전까지는 동아TV에서 방영을 했었다. 동아TV에서 방영 당시의 제목은 "프렌드"였다.

## 등장인물
- 레이철 그린(Rachel Karen Green(Greene), 배우 제니퍼 애니스턴/성우 여민정)

결혼식장에서 도망쳐 고등학교 친구인 모니카의 집에 놀러오게 되면서 《프렌즈》가 시작된다. 카페 웨이트리스를 시작으로 블루밍데일의 개인 쇼핑담당을 거쳐 랄프로렌에서 자신이 원하는 바이어 일을 하게 된다. 로스와는 길고도 복잡한 인연을 갖게 된다. 눈물도 많고 가끔 우유부단한 면도 있으나 본인이 하고자 하는 일에 있어선 똑 부러진 모습을 보이고 마음이 따뜻한 인물이다. 가장 큰 사랑을 받은 캐릭터이다. 본인 직업에 있어 굉장히 전문가적인 모습도 보인다. 질과 에이미라는 여동생이 2명있다.
- 모니카 겔러(Monica Geller, 배우 코트니 콕스/성우 이지영)

경쟁심이 강해서 지는 것을 싫어하며, 결벽증이 있어 더럽거나 정리 안 된 걸 굉장히 싫어한다. 어렸을 때는 매우 살이 쪄서 많은 일화의 소재가 되었다. 부모님이 오빠인 로스만 좋아하고 자신을 미워하는 것을 싫어한다. 요리해서 친구들에게 대접하는 것을 좋아하고 친구들이 자기집에서 파티, 행사 등을 하길 원한다. 후에 챈들러와 사귀게 되고, 시즌 7에서는 결혼을 한다.
- 피비 부페이(Phoebe Buffay, 배우 리사 쿠드로/성우 이현진)

어렸을 적 어머니가 자살하고, 길거리에서 성장한 불우한 배경을 갖고 있다. 성격이 특이하나, 솔직하고 착한 심성을 지녔고, 노래를 만들고 부르기를 즐긴다. 친구들간에 다툼이 있을 때 중간에서 조정자 역할을 많이 한다. 나르시스트적이며 현실과 동떨어진 자신의 모습을 부인한다. 가끔 본인이 친구들과 거리감이 있다고 생각하기도 한다. 채식주의자이다. 동생의 부인이 불임이라는 것을 알고 동생의 3쌍둥이 아이를 갖게 된다.
- 조이 트리비아니(Joey 'Joseph' Francis Tribbiani Jr., 배우 맷 르블랑/성우 성완경→정재헌)

여자들에게 인기가 매우 많은 바람둥이 배우이다. 먹을 것과 여자를 매우 밝히며, 여자 관계가 아주 복잡하고 자주 바뀐다. 두뇌회전이 느린 편이어서 자주 놀림을 당하지만, 의협심이 강하고 친구들을 매우 아낀다. 후에 레이첼에게 마음이 있음을 알게되나 결국 포기하고 만다.
- 챈들러 빙(Chandler M(Muriel) Bing, 배우 매슈 페리/성우 엄상현)

쉴새없이 농담을 던지고, 장난을 좋아한다. 아버지가 동성애자이고, 자신도 동성애자라는 놀림을 많이 받는다. 숫자와 관련된 직업을 가지고 있으나 아무도 관심을 두지 않는다. 자기방어를 위해 배운 농담으로 친구들을 재밌게 하나 가끔 지나쳐서 썰렁하게 만들기도 한다. 역시 마음이 따뜻한 캐릭터. 후에, 모니카와 사귀게 되고, 시즌 7에서는 결혼을 하여 시즌10까지 결혼관계를 계속 유지한다.
- 로스 겔러(Ross Eustace Geller, 배우 데이비드 슈위머/성우 이승환→성완경)

모니카의 오빠로 고생물학 박사학위를 가지고 있으며 박물관에서 일하다가 교수가 되지만 바보같은 행동들을 자주한다. 하지만 마음따뜻하고 눈물도 많다. 조이와는 정반대로 여자를 사귀면 오래 사귀고 정말 좋아하는 마음으로 사귄다. 발음을 정확히 하려해서 놀림을 당하기도 한다. 고등학교 시절부터 여동생의 친구인 레이첼을 좋아해 왔다. 이혼 경력이 3번 있다. 시즌 2에서 시즌 3까지 레이첼과 사귀게 되지만 시즌 3후반부터 서먹한 관계를 유지하다가 시즌 10에 서로의 감정을 털어놓는다.
프렌즈의 모든 주인공 캐릭터들은 각기 다른 성격을 가졌지만 마음이 따뜻하고 친구가 힘든 상황에 처했을 때 가장 먼저 위로해주고 힘을 준다는 공통점이 있다.

## 제작
《프렌즈》의 주 배경은 맨해튼의 그리니치 빌리지(Greenwitch Village)이지만, 실제로 촬영이 이루어진 곳은 캘리포니아이다. 뉴욕에서 촬영된 장면은 하나도 없었으며, 분수를 배경으로 한 오프닝조차도 캘리포니아에 있는 워너브라더스의 스튜디오이다.

## 스핀오프
《프렌즈》 종영 후 2004년, 조이 트리비아니를 주인공으로 하는 시트콤 《조이》가 제작되었다. 《조이》의 시청률은 갈수록 하락하였고, 결국 46개의 에피소드를 제작하였지만, 미국에서는 38개만이 방영되고 2006년 5월 15일 종영되었다. 그러나 노르웨이 등 다른 나라에서는 46개의 에피소드가 모두 방영이 되었다.

## 특이사항
프렌즈는 요즘에는 잘 쓰지 않는 관객들의 웃음소리가 들어가있다. 이는 실제 프렌즈 녹화장에 매 회 관객들을 초대해 배우들의 연기를 보여주고 관객들의 웃음소리를 녹음했기 때문이다. 녹화는 보통 아침부터 저녁까지 이어지는데 배우들이 대사를 했을 때 관객들의 웃음소리가 약하면 작가, pd들이 모두모여 그 자리에서 가장 재미있게 대사를 수정해 관객들이 자지러지게 만들어야 다음장면으로 넘어갈 수 있다. 얼마나 철저하고 완벽하게 녹화하는지 보여주는 대목이다.

## 같이 보기
- 남자 셋 여자 셋